# Страбл, Артур
А́ртур Дью́и Страбл (англ. Arthur Dewey Struble; 28 июня 1894 — 1 мая 1983) — адмирал ВМС США, участник Второй мировой войны и Корейской войны.

## Биография
Родился в Портленде, штат Орегон. После окончания школы, в 1911 году поступил в Военно-морскую академию в Аннаполисе, штат Мэриленд. Академию закончил в 1915 году в звании энсина. В течение следующих шести лет проходил службу на двух крейсерах, транспортном судне и трёх эсминцах. В 1921—1923 годах был инструктором в Академии. Затем, до 1925 года, служил на линкоре «Калифорния», а после был переведён в штаб Боевого флота. С 1927 по 1940 был сотрудником Военно-морского министерства, а также на линкоре «Нью-Йорк» и тяжёлом крейсере «Портленд». Входил в состав штаба 12 военно-морского округа в Калифорнии. В 1940 — 1941 был старшим помощником командира линкора «Аризона», а позже, в звании капитана, получил под командование лёгкий крейсер «Трентон».
В 1942 году был переведён в штаб ВМС США, а в конце 1943 года стал начальником штаба при командующем ВМС США во Франции адмирале Алане Кирке, участвовал в высадке в Нормандии. Получил звание контр-адмирала и назначение командующим десантными силами Седьмого флота, в октябре 1944 года командовал высадкой американских войск на остров Лейте. Вплоть до окончания войны в сентябре 1945 года, руководил операциями сил США на Филиппинах. После войны осуществлял руководство работами по разминированию на Тихом океане. По 1948 год командовал десантными силами Тихоокеанского флота ВМС США.
В апреле 1948 года получил звание вице-адмирала и следующие два года провёл в штабе ВМС. В 1950 году назначен командующим Седьмым флотом и возглавлял его в течение первого года войны в Корее. Командовал высадками в Инчхоне и Вонсане. В 1951 году недолго командовал Первым флотом, а затем перешёл на службу в Объединённый комитет начальников штабов, а затем возглавлял военные делегации США в ООН.
С июня 1955 года командовал силами ВМС на Атлантическом океане и Резервным флотом. Уволен с военной службы в июле 1956 года в звании адмирала. Скончался 1 мая 1983 года. Похоронен на Арлингтонском национальном кладбище.